# Гргур Нински
Гргур Нински је био нински епископ из 10. века, који се борио за словенско писмо глагољицу и богослужење на старословенском језику.
Гргур је столовао у Нину, покрај Задра, између 900. и 929. године. За време свог столовања познат је као главни заговорник старословенског језика, народног писма и глагољашког богослужења, насупрот латинском писму и језику богослужења, који су били обавезни у римској цркви. Глагољица се ширила Далмацијом и Истром без дозволе црквених поглавара, а један од њених првобораца је био Гргур Нински. Када се 925. године Томислав прогласио краљем Гргур Нински је имао водећу врховну црквену власт у Хрватској и био је канцелар хрватског краљевског двора.

## Прилике у Далмацији
Од 5. века па све до 11. века, одвијала се борба између Цариграда и Рима за црквену превласт над некадашњом римском провинцијом Далмацијом и самосталном далматинском црквом. Слабљењем византијске владавине, далматински су се градови, најпре Сплит, приближили Риму. Епископија у Нину, политичко средиште Словена Далмације, није поседовала античку епископију, па стога није могла бити равна надбискупији у Сплиту која је сматрала да је директна наследница оне из Салоне.
Иако је Рим доктринарно победио у покрајини, још дуго су остале посебности далматинске црквене традиције, посебно употреба народног језика у литургији, као изузетак у западном хришћанству. Далматински су градови, као уточишта ученика словенских апостола Ћирила и Метода, током 10. века постали колевка литургијског старословенског језика, глагољичког писма и народне књижевности. Рим је у борби за превласт над далматинским бискупијама понекад ћирилометодску традицију употребе словенског језика проказивао као јерес.

## Сукоб глагољаша с папом
О сукобу гљагољаша с папом знамо из два сачувана папина писма из 925. године. Папа Јован X је уочио да његову политику на словенској обали Јадрана у првом реду угрожава глагољица. Зато је циљ папине политике био да се сузбије словенски покрет и да се успостави чврста црквена дисциплина. Писма показују да је, с гледишта Рима, питање црквеног језика било централно спорно питање у тадашњем далматинском сукобу.
У првом писму, упућеном епископату „свете салонитске цркве“, папа приговара далматинском клеру што се у њихове бискупије увукла нека наука „које нема у светим књигама“, и позива клер да се грешке одлучно исправе како би се у словенској земљи богослужење опет обављало на латинском језику.
У другом папа обраћа се краљу Томиславу, захумском кнезу Михајлу и свим бискупима, жупанима, свештеницима и народу Склавоније и Далмације. Папа их обавештава да су Словени примили хришћанство још у апостолско доба и тражи од Словена да децу коју желе посветити свештеничком позиву од ране младости поучавају римској науци. Папа се при томе питао: „Који би се прави син свете римске цркве, а такви сте сви ви, могао радовати приносећи жртву на варварском или славенском језику"? (лат. in barbara seu Sclavinica lingua). На крају Јован X моли све да се покоре наредбама далматинских бискупа и да се у свим обредима служе искључиво латинским језиком.
Пошто је бискупија у Нину била центар глагољашког покрета, латински клер је намеравао да је укине и потчини је Сплиту. Сплитски клер се позивао на легенду да је први епископ у Салони, свети Дује, био непосредан ученик апостола Петра, и да су његове кости сахрањене под олтаром сплитске стоне цркве, која је „апостолског порекла“. Зато јој треба вратити сва права што их је изгубила доласком Хрвата на Јадран, односно, треба нинску бискупију ставити под власт „метрополитанске“ сплитске цркве.

## Први сплитски сабор
На црквеном сабору који је одржан 925. године у Сплиту, Гргур Нински се бори, заједно с краљем Томиславом, за богослужење на словенском језику и за употребу глагољице као писма. На сабору су право гласа имали само црквени достојанственици, тј. епископи, док ставови великаша и краља нису били уважавани. Тако се насупрот латинских бискупа из далматинских градова, уз које су били и папини посланици, нашао усамљен глас Гргура Нинског. Латински клер је на овом сабору осујетио било какву самосталност хрватске цркве.
Основне одлуке сплитског сабор (синода) из 925. године:
- Сплитска црква добија метрополитански наслов, а под њену јурисдикцију потпада читава територија Хрватске државе.
- Укинуте су све промене црквене организације настале после пада Салоне, па је укинута и Нинска бискупија.
- Бискупима је забрањено заређивати свештенике „који употребљавају славенски језик“.

Гргур Нински је одбио да се покори диктату сплитског синода и протестовао је код папе. Папа Јован X је одбио да потврди саборске одлуке против којих је Гргур устао. Папа је устукнуо пред последицама које могу изазвати закључци сплитског сабора и у писму сплитском надбискупу истакнуо је да треба ићи „правичним путем“, па је позвао у Рим и њега и Гргура Нинског да му „све по реду разјасне“.
Управо у то време, Бугари су пошли у ратни поход на Хрватску, па је због рата могло доћи до зближавања између Томислава и Византије, а то се папи чинило опасним. Одлучио је да не заоштрава спор с Хрватима, и активно се заложио да се бугарско-хрватски рат прекине. Папини изасланици су успели убедити бугарског цара Симеона да обустави рат с Томиславом. Да би искористио велику предност коју је тиме стекао, папа је године 928. преко свог изасланика бискупа Мадалберта, сазвао у Сплиту још један сабор.

## Други сплитски црквени сабор
Други црквени сабор одржан у Сплиту 928. године био је много мање буран од првога јер је краљева подршка Гргуру Нинском била слабија. Краљ и великаши су дуговали папи због помоћи коју им је пружио отклонивши бугарску опасност и нису се супротстављали плановима о реорганизацији цркве. На сабору латинаши су приказали црквени сукоб као Гргурову похлепу за влашћу. Занимљиво је да се у сачуваном извештају ни једном речју не спомиње језичко питање.
На сабору је укинута самосталност хрватске Цркве и поново успостављена некадашња власт сплитско-салонитске надбискупије. Нагласак свих одлука био ја на томе да се све враћа на стање какво је било „у старо доба“. Будући да пре доласка Хрвата није било бискупије у Нину, она је укинута, а Гргуру су понудили једну од бискупских столица које су у римско доба постојале, и то скрадинску, сисачку или дувањску.
Укратко, на другом сабору одржаном у Сплиту 928. године, одлучено је следеће:
- Црквена власт над целом Хрватском и Далмацијом предана је сплитском надбискупу.
- Укинута је нинска бискупија, а Гргуру Нинском је додељена скрадинска бискупија.
- Забрањено је рукополагање свештеника који би служили на старословенском (односно, свих који нису знали латински), а литургијски језик је службено постао латински.

На другом сплитском сабору Гргур и словенски глагољаши су дефинитивно поражени. Папа је без одгађања потврдио, па чак на Гргурову штету и пооштрио, саборске одлуке. У свом писму, написаном исте године, папа Леон VI оштро кори Гргура, па му чак прети и изопштењем, а свим хрватским бискупима наређује да се покоравају сплитском надбискупу. У овом папином писму посљедњи се пут спомиње Гргурово име. О његовој даљњој судбини нема сачуваних података.

## Спомен
У Хрватској постоје три споменика Гргуру Нинском и сва три је израдио вајар Иван Мештровић. Један се налази у Вараждину, други у Сплиту, а трећи у Нину, поред цркве светог Анселма. За кип који се налази у Нину је везано народно сујеверје да пољубац киповог палца доноси срећу, због чега је палац светлији и углачанији од остатка кипа.